# Boten Anna
Boten Anna pjesma je švedskog pjevača Basshuntera.

## Tekst i pozadina
U pjesmi Boten Anna pjevač pjeva priču o jednom botu imenom Anna, koji se nalazi na Internet Relay Chatu i koji bez milosti izbacuje sve osobe koje postavljaju spam. No kasnije se taj „bot” otkrije pjevaču kao jedna mlada i lijepa djevojka (Väldigt vacker tjej). Usprkos tome pjevač i dalje smatra da se radi o jednom botu. Pjesma se zasniva na jednom doživljaju Jonasa Altberga. Jedan prijatelj mu je rekao da će izraditi bota s administratorskim pravima koji će u njegovom (Altbergovom) kanalu (Channel, soba za razgovor) paziti na mir i red. Kratko poslije toga Jonas je primijetio jednog novog korisnika s administratorskim pravima kako ulazi u njegov kanal i pomislio je da se radi o botu o kojem je njegov prijatelj pričao. Tek nakon nekoliko mjeseci shvatio je da Anna nije bot, nego djevojka njegova prijatelja. Taj doživljaj potaknuo ga je da napiše pjesmu o tome.
Usprkos neobičnom tekstu pjesmu su mediji dobro primili, premda je riječ „bot” zbog nesporazuma više puta greškom zamijenjena za riječ båt (na švedskom za „čamac” – "Boot") zato što mnogo ljudi nije znalo što ta riječ znači.

## Recepcija pjesme
U mnogo zemalja pored dobrih pozicija u Top-listama, pjesma je bila vrlo omiljena i u Norveškoj. Pjesma se dosta brzo proširila putem internetskih poveznica, koje su vodile na službenu internetsku stranicu i isto tako se dobro proširila i putem IRC-a.

## Verzije omota
U Nizozemskoj i Izraelu izišle su i obrade ove pjesme. U nizozemskoj verziji Ik heb een boot zaista se priča o jednom čamcu (Boot) imenom Anna, zato što je riječ Boten plural nizozemske riječi Boot. Izraelska verzija imenom רוצה בנות (Rotze Banot, prevedeno Želim djevojke) govori o jednom muškarcu, koji sa svojim prijateljem ide u jedan noćni klub. Ovu verziju također je izdala neka žena i to pod imenom רוצה בנים (Rotza Banim, prevedeno Želim dečke). Dana 20. travnja izašla je njemačka obrada pod imenom Dicke Anna00 (debela Anna). Postoji i jedna poljska verzija s imenom Lekarstwo na gorzkie łzy (Cliver).

## Vanjske poveznice
- Službena web-stranica